# 1983 RP3
1983 RP3 är en asteroid i huvudbältet som upptäcktes den 2 september 1983 av den belgiske astronomen Henri Debehogne vid La Silla-observatoriet.